# NGC 2051
NGC 2051 ist ein offener Sternhaufen im Sternbild Mensa in der Großen Magellanschen Wolke. Er hat eine Winkelausdehnung von 1,7' und eine scheinbare Helligkeit von 11,7 mag. 
Das Objekt wurde am 23. Dezember 1834 von John Herschel entdeckt.